# Ali Vegas
Ali Vegas, de son vrai nom Ollie Williams, né en 1982 dans le Queens, New York, est un rappeur américain. Il est le fondateur des labels Council Recordings et Rich Soil Entertainment, après deux échecs sur des majors. Vegas est connu pour sortir fréquemment des mixtapes sur son propre label.

## Biographie
Ollie est originaire de Jamaica, dans le Queens. Il se lance sur la scène new-yorkaise vers la fin des années 1990. Les rappeurs comme Onyx ou encore Panama P.I. furent leurs mentors durant sa jeunesse. Un son de Vegas avec Capone apparaîtra sur une mixtape.
Il signe au label Columbia Records au début des années 2000, et publie son premier single, Theme of N.Y., qui sort en décembre 2000. À la suite de problèmes avec Trackmasters, il signe sur le label de Tommy Mottola, Casablanca Records. Après de nouveaux problèmes avec sa major, il décide de fonder un label indépendant, Council Recordings. Lors d'un concert organisé par la station de radio new-yorkaise de hip-hop Hot 97, le rappeur Fabolous l'attaque verbalement sur scène. Vegas pose fréquemment sur différentes mixtapes, comme par exemple The AV Theme de Kanye West. Il compose une chanson pour DJ Boom's, Boomtown, en 2003.
En 2005, lui et le basketteur Lamar Odom fondent Rich Soil Entertainment, label qui fit sortir le premier album d'Ali Vegas,.
En avril 2010, Ali Vegas sort la mixtape Veganomics. Lors d'une interview sur le site Icon Hip Hop, il parle de son projet de travailler en dehors du monde de la musique. En mai 2011, Ali Vegas revient en s'associant avec l'équipe de production australienne Sound Kamp, composé de The Iron Ghost & P.R pour un album de six chansons intitulé Bridging the Gap.

## Discographie

### Albums studio
- 2008 : Generation Gap 2: The Prequel
- 2010 : Veganomics (Alpha Beta Paper)

### Mixtapes
- 1999 : Whatevers Whatever
- 1999 : Heir to the Throne
- 2002 : The Rebirth of the Price Hosted By DJ Big Mike
- 2004 : Million Dollar Baby
- 2005 : The Best of Ali Vegas Vol. 1
- 2006 : Black Card Council[9]
- 2006 : The Best of Ali Vegas Vol. 2
- 2007 : I Got My Glow Back, Hosted By Superstar Jay
- 2008 : America's Prince
- 2008 : Leader of the New School Hosted By Statik Selektah
- 2009 : Transition to Power,  Hosted By Superstar Jay